# スイッチ! (東海テレビ)
『スイッチ!』は、2013年4月1日から東海テレビで平日（月曜日から金曜日）の9:50 - 11:14（JST）に生放送されている中京広域圏向けのローカルワイド番組。

## 概要
2013年4月1日より放送開始。番組内で2011年8月4日に起きた不祥事（放送事故）「セシウムさん騒動」により、休止を経て同年8月11日に打ち切りとなった『ぴーかんテレビ』以来1年半ぶりとなる東海テレビのローカルワイド帯番組となる。出演者は終了時点の『ぴーかんテレビ』からは高井一（東海テレビアナウンサー）を除き、総入れ替えされた（詳細は制作体制の項目を参照）。
番組名には「社会とつながる」「地域とつながる」「生活のヒントが見つけられる」スイッチになれるように、との意味が込められている（番組開始当初から2018年までの東海テレビのキャッチフレーズとしても使われていた）。
スタジオセットは喫茶店をイメージしており、出演者ごとのイメージにあわせたマグカップやグラスが使用される（出演者によっては本人の私物も使用される）。
2020年4月13日より新型コロナウイルス感染症の流行により4月10日に愛知県が緊急事態宣言を独自で発令したため、MCの藤本、速水、リポーターの柴田、前田局アナウンサーを含め2チームに分け藤本&柴田、速水&前田で出演、プラス局アナウンサー1名が加わり、東京・大阪からのコメンテーター出演を休止した。6月1日には、東海3県間の往来自粛が解除されたことに伴い、MC・リポーターの局アナウンサーの役割を4月10日以前の体制に戻し、東京・大阪からのコメンテーター出演休止を継続した上で藤本+速水+局アナウンサー1名が加わる体制になった。6月19日には都道府県間の移動全面自粛の解除により4月10日以前の体制に戻った。
2021年2月24日、総放送回数が2000回に到達した。
2022年4月4日から、放送時間が1分短縮した。
2023年4月3日、放送開始10周年。
2024年4月3日は、当日発生した台湾花蓮地震にともない沖縄県に津波警報を発令したことから当番組を休止し『ノンストップ!』をFNN報道特報として臨時ネット。

## 出演者
☆は出演時東海テレビアナウンサー、△は準レギュラー。

### 司会
- 鈴木翔太☆（2023年7月31日 - 、全日）（2022年7月 - 2023年7月27日は「これアリっ!」担当）
- 浦口史帆☆（2024年4月1日 - 、月曜日）[3]
- 速水里彩☆（2025年4月1日 - 、火・水曜日）[4]
- 篠田愛純☆（2024年4月1日 - 、木・金曜日）[5]

### コメンテーター
- 兵動大樹（矢野・兵動） - 月曜
- 潮田玲子 - 隔週月曜（2024年度 - ）
- 児嶋一哉（アンジャッシュ） -　隔週火曜（2017年4月4日 - ）
- つるの剛士 - 隔週火曜（2021年度から）
- 村上佳菜子   - 隔週火曜（2022年4月5日 - ）
- 山口もえ- 隔週火曜（2024年度 - ）
- チャンカワイ（Wエンジン） - 水曜（2021年度）- 隔週水曜
- 松丸亮吾隔週水曜（2025年度 - ）
- 須田亜香里 - 不定期月1金曜→隔週水曜（2021年度 - ）
- ニッチェ  - 隔週水曜（2022年4月13日 - ）[注 3]
- 天野ひろゆき （キャイ〜ン）- 木曜（2022年4月7日 - ）
- 川村エミコ （たんぽぽ ） - 隔週木曜（2022年4月7日 - ）
- 高橋みなみ- 隔週木曜（2023年4月6日 - ）
- 高井一☆ - 木、金曜（2022年4月8日 - ）
- 河村花 - 金曜（2024年度 - ）

### リポーター
- 本田剛文（BOYS AND MEN）
- ザ・たっち△
- 敦士
- 浦口史帆☆
- たんぽぽ△ - コンビで隔週月曜出演。変身企画「おしゃれスイッチ!」など担当（2021年度からリポーター）
- 高橋ひとみ（2019年10月4日 - 2024年3月29日） - 金曜（隔週）出演
- 吉村真理子☆「これアリっ!」担当

### 「DAI★さんぽ」担当
- DAIGO - 月曜 - 木曜（2024年4月1日 - ）

### 「健さんの福袋」担当
- 松平健 - 月曜 （2024年4月1日 - ）

### ナレーター
- 恒川英里☆ （2016年8月1日 - 2019年3月29日は司会）2023年4月よりナレーター。
- 森夏美☆○（2016年10月3日 - 2020年3月、2024年4月4月よりナレーター）
- 上山真未☆（2022年4月 - 11月、2024年4月- ナレーター）

### 気象予報士
- 吉田ジョージ

## 過去の出演者
| 期間      | 期間      | 司会     | 司会              | 司会              | アシスタント    |
| 期間      | 期間      | 男性     | 女性              | 女性              | アシスタント    |
| 期間      | 期間      | 男性     | 月曜              | 火曜 - 金曜       | アシスタント    |
| --------- | --------- | -------- | ----------------- | ----------------- | --------------- |
| 2013.4.1  | 2016.7.29 | 長島弘樹 | 宮沢桃子          | 宮沢桃子          | 本仮屋リイナ    |
| 2016.8.1  | 2016.9.30 | 長島弘樹 | 恒川英里          | 恒川英里          | 本仮屋リイナ    |
| 2016.10.3 | 2018.3.30 | 長島弘樹 | 恒川英里          | 恒川英里          | 森夏美 宮武紗里 |
| 2018.4.2  | 2019.3.29 | 長島弘樹 | 恒川英里          | 恒川英里          | （不在）        |
| 2019.4.2  | 2021.6.25 | （不在） | 藤本晶子 速水里彩 | 藤本晶子 速水里彩 | （不在）        |
| 2021.6.28 | 2023.7.28 | 前田輝   | 速水里彩          | 速水里彩          | （不在）        |
| 2023.7.31 | 2024.3.29 | 鈴木翔太 | 速水里彩          | 速水里彩          | （不在）        |
| 2024.4.1  | 2025.3.28 | 鈴木翔太 | 浦口史帆          | 篠田愛純          | （不在）        |
| 期間      | 期間      | 司会     | 司会              | 司会              | 司会            |
| 期間      | 期間      | 男性     | 女性              | 女性              | 女性            |
| 期間      | 期間      | 全曜日   | 月曜              | 火曜 - 水曜       | 木曜 - 金曜     |
| 2025.3.31 | 現在      | 鈴木翔太 | 浦口史帆          | 速水里彩          | 篠田愛純        |

- 関根和歌香（当時☆） - 2014年度のみナレーター
- 磯部恵美（当時☆） - 「これアリっ!」担当（VTR出演のみ、2015年度）
- 堀ちえみ
- 国生さゆり
- かとうかず子
- いとうまい子
- 羽野晶紀
- 清水亜里沙（当時☆） - 「これアリっ!」担当（VTR出演のみ、2014年度まで）
- 島崎和歌子（2017年4月 - 2022年3月21日） - 月曜→隔週月曜
- 関根勤 - 月曜（隔週）（2022年4月25日 - 2024年3月25日）
- 石田靖 - 隔週火曜（2015年度から）
- 細川昌彦 - 中部大学特任教授、愛知県政策顧問
- 赤澤貴洋 - 名城病院内科医
- 菅原佳己 - スーパーマーケット研究家
- 平野ノラ（2019年度 - ） - 火曜（隔週）→（毎週）【2020年12月15日の出演を最後に産休・降板】
- 加藤紀子- 水曜（2013年4月 - 2019年3月27日）
- 千賀健永（Kis-My-Ft2） - 火曜（隔週）→（毎週）（2016年1月12日‐2024年3月26日）
- くわばたりえ（クワバタオハラ）（2019年度 - 2020年度）- 水曜
- 長田絢 - 料理・食育研究家 - 水曜（2013年4月 - 2019年3月27日）
- 生稲晃子 - 火曜（2017年度 - 2020年度まで）→水曜（隔週）（2021年度 - 2022年度）
- 神奈月 - 木曜
- 西田ひかる - 木曜（隔週）（2020年度まで）
- ロザン （2016‐2021年度） - 木曜
- 小島弘章（コジマジック）△ - 収納企画以外ではオーケイ小島として出演。
- バービー△ - なにそれ?スイッチ!「麺食い娘。」担当
- 小田島卓生☆　- 水曜（2021年度）
  - かつて同じ時間帯に放送されていたぴーかんテレビの初代MC
- もう中学生△ - 木曜
- マギー審司△ - VTRレポーターのほか、中継も担当。
- 保田圭△ - やすに代わって、なにそれ?スイッチ!「産直行ってきやす」を担当することもある
- 流れ星△ - コンビともに岐阜県出身。VTRレポーターの他、スタジオ出演することもある
- ピーター -　隔週金曜（2013年4月 - 2018年9月28日）
- 村上知子（森三中）（2019年度） - 金曜
- ピーコ - 金曜（2020年3月26日まで）
- 関根麻里 - 月曜（隔週）（2022年4月4日 -2024年3月11日 ）
- 吉田沙保里 - 月曜（隔週）（2021年9月27日 -2024年3月18日 ）
- IMALU - 金曜（2018年度までは隔週火曜・2019年度は水曜・2020年度から隔週金曜、2020年3月26日まで）
- 松本伊代 - 木曜（隔週）→金曜（隔週）
- 飯尾和樹（ずん）△ - なにそれ?スイッチ!「シーずん旅」担当 - 金曜
- やす（ずん）△ - なにそれ?スイッチ!「産直行ってきやす」担当（VTRのみ）- 金曜
- 宮武紗里当時☆（2016年10月3日 - 2018年3月27日、中継リポーター、2019年4月 - 2020年12月 ナレーション）
- タージン△（2020年度まで）
- 勅使河原由佳子（当時☆ナレーター兼「これアリっ!」担当）
- 国生千代（当時☆、2022年4月 - 2024年4月）「これアリっ!」担当
- 藤本晶子☆（2019年4月2日 - 2021年6月25日）、（2013年度・2015年度から2018年度は中継リポーターとナレーター、2022年10月より2023年7月迄ナレーター）

## 番組構成

### 2022年4月時点
| 月曜日                                                          | 火曜日               | 水曜日       | 木曜日       | 金曜日       |
| --------------------------------------------------------------- | -------------------- | ------------ | ------------ | ------------ |
| オープニング（東海3県の情報カメラ映像に最新の気温・天気が表示） |                      |              |              |              |
| コロナ情報                                                      |                      |              |              |              |
| 天気予報                                                        |                      |              |              |              |
| 特集                                                            |                      |              |              |              |
| マツケンさんぽ                                                  |                      |              |              |              |
|                                                                 | 特捜！新店グルメ刑事 |              |              | 昭和すいっち |
| 告知                                                            | これアリっ！         | これアリっ！ | これアリっ！ | 告知         |
| お誕生日おめでとう！ 、プレゼント当選者発表、エンディング       |                      |              |              |              |

※おおよその例であり、日によって休止となるコーナーもある。また、随時中継が差し込まれる。

過去の番組構成

### 2015年11月時点
| 月曜日                                                          | 火曜日                              | 水曜日             | 木曜日                | 金曜日             |
| --------------------------------------------------------------- | ----------------------------------- | ------------------ | --------------------- | ------------------ |
| オープニング（東海3県の情報カメラ映像に最新の気温・天気が表示） |                                     |                    |                       |                    |
| 天気予報                                                        | （天気予報）                        | 天気予報           | （天気予報）          | 天気予報           |
| そもそもスイッチ!                                               | なにそれ?スイッチ!                  | なにそれ?スイッチ! | そもそもスイッチ!     | なにそれ?スイッチ! |
| なにそれ?スイッチ!                                              | まち自慢スイッチ!ON /まちの達人さん | わが街ご自慢めし!  | 御朱印めぐり          | はじめまして       |
| 東海地方の歩き方                                                | はじめまして                        | はじめまして       | （がやがやスイッチ!） | （おでかけ情報）   |
| ー                                                              | これ、ベンリーナ!                   | ー                 | ー                    | エンタメスイッチ!  |
| 告知                                                            | これアリっ!                         | これアリっ!        | これアリっ!           | 告知               |
| プレゼント当選者発表、天気、エンディング                        |                                     |                    |                       |                    |

※おおよその例であり、日によって休止となるコーナーもある。また、随時中継が差し込まれる。
※前半の天気は火・木は台風発生時など状況によって放送される日がある。

### 2013年6月時点
| 月曜日                                   | 火曜日                              | 水曜日            | 木曜日            | 金曜日                  |
| ---------------------------------------- | ----------------------------------- | ----------------- | ----------------- | ----------------------- |
| オープニング                             |                                     |                   |                   |                         |
| なにそれ?スイッチ!                       |                                     |                   |                   |                         |
| 東海地方の歩き方                         | おじゃまします!あなたの会社（お店） | わが街ご自慢めし! | 長さんといっしょ! | がやがやスイッチ!（他） |
| はじめまして                             |                                     |                   |                   |                         |
| 告知                                     | 告知                                | これアリっ!       | これアリっ!       | 告知                    |
| スイッチ!川柳                            | スイッツ!                           | スイッチ!川柳     | スイッツ!         | エンタメスイッチ!       |
| プレゼント当選者発表、天気、エンディング |                                     |                   |                   |                         |

※おおよその例であり、日によって休止となるコーナーもある。また、随時中継が差し込まれる。

## コーナー
DAI★さんぽ（月 - 木） - 担当：DAIGO
マツケンさんぽの後継コーナーで東海地方初心者のDAIGOが駅周辺を散歩しながら触れ合う。
これアリっ!（水・木→火・水・木） - 担当：清水→磯部
ファッション、グルメ、レジャー、新商品、新サービスなどの情報を届ける。
毎回、番組ラストの決め台詞は「これアリっ!ですね」。
健さんの福袋（月） - 担当：松平健
愛知県豊橋市出身の松平健が東海3県（愛知・岐阜・三重）の各地で買い物をし福袋を作って視聴者プレゼントする。
昭和すいっち（金） - 担当：敦士
視聴者から寄せられた昭和の写真を頼りに、現在の様子を訪ね歩く。
2018年5月26日には「昭和すいっちSP」というスピンオフ企画も放送された。
特集コーナー(一部)
- スイッチ！商店街を歩いてみた
- わざわざ行きたい！古民家カフェ
- スイッチ！シーずん旅
- スイッチ！東海三県おいしいもの！
- スイッチ！街道巡り
- 日帰りバスツアー
- なごやめし大事典
- 東海３県調べてみたらこうだった！
- スイッチ！お値打ちです！
- ちょっと歩いてみませんか？
- スイッチ！教えて！ランキング
- 名店の知る人ぞ知るグルメ
- スイッチ！番組ディレクターが新しいできた場所に行ってみた。
- 沿線フォトトリップ
- 全力おもてなし旅
- 東海三県ふるさとツーリズム
- 旬グルメ＆観光スポット

## 過去のコーナー
スイッチ!川柳（月・水）
川柳投稿コーナー。採用された作品に図書カードが贈られる。
スイッツ!（火・木）
視聴者がおすすめするスイーツを紹介する。
おじゃまします!あなたの会社[お店]（火） - 担当：恒川
東海地方の企業やお店を訪問。ヒット商品の開発秘話や裏側を恒川が探る。
RUN!ラン♪リイナ（不定期・2013年秋～2014年3月） - 担当：本仮屋
フルマラソン出場経験のある本仮屋が名古屋市内を市民ランナーとともに走る。名古屋ウィメンズマラソン2014に向けた企画。
本仮屋リイナのなごや学び旅（不定期） - 担当：本仮屋
本仮屋リイナが名古屋の街･人･グルメなどを学ぶ。
オープニングジングルは松田聖子の赤いスイートピー。
祝日には、特別企画として姉のユイカとの共演が実現することがある（2013年7月15日、10月14日、2014年9月15日放送）。
拝啓おかあさん（金・不定期） - 担当：もう中学生
もう中学生が「農林漁家民宿おかあさん100選」に選ばれた民宿の女将を訪ね、ふれあう。
長さんといっしょ（木） - 担当：神奈月（2013年4月〜2014年11月）
市長や町長、園長や商店街組合長、社長、駅長、部長等々…「長」のつく人を訪ね、オススメを求めていくコーナー。
スイッチ!番外編として福田彩乃とともに三重県内を旅する特番「長さんといっしょに三重のいいとこ巡りますSP」も放映された。（2014年11月23日）
ながしまでして（金） - 担当：長島（2013年8月〜2014年9月）
司会の長島が名古屋の街を自ら歩き、名物を探すコーナー。毎回いきあたりばったりでロケに臨んでいる。
元々夏休み特別企画だったが好評だったため、レギュラーコーナーに昇格。
オープニングで槇原敬之のどんなときも。がジングルで流れる。
なにそれ?スイッチ!（月 - 金） - 担当：長島
視聴者が気になること、よくわからないこと、知りたいことに答えていくコーナー。長島がVTRやボードをもとに進行。
医療情報からグルメ、旅・バスツアー、レジャーまで幅広い情報を取り扱う。
そもそもスイッチ!（月・木） -担当：長島
話題の人物やニュースなど「そもそも」の由来を10分前後で短くまとめ、長島がボードをもとに進行・解説するコーナー。
東海地方の歩き方（月）担当： - 兵動大樹（矢野・兵動）
兵動が東海地方各地を探訪、その魅力を再発見するコーナー。
開始当初は東海地方在住の外国人数人も出演していた。
まち自慢スイッチ!ON（火→隔週火） - 担当：恒川
東海地方の市町村や地区にスポットを当て、地元の人がおすすめする場所を恒川が実際に訪ねる。
毎回、インタビュー場所にはスイッチボックスが設置される。回答者はそれを「ON」にしたうえで名所などを紹介する。
まちの達人さん（隔週火） - 担当：石田
東海地方在住の仕事に情熱を燃やす人を訪ね、極上の一品を紹介する。
これ、ベンリ～ナ!（火） - 担当：本仮屋
東急ハンズで販売される便利グッズをクイズ形式で出題。視聴者プレゼントも提供される。
わが街ご自慢めし!（水） - 担当：チャンカワイ（Wエンジン）
チャン・カワイが東海地方の旬の産地でのお手伝いを通して、ご当地グルメを紹介。
御朱印めぐり（木） - 担当：神奈月
神奈月が東海地方の神社仏閣をたずね、ご朱印を頂きながら門前の名物スポットやグルメを紹介。
がやがやスイッチ!（金・不定期）
日常のちょっと気になることをテーマにした座談会。嫁姑問題や医療問題、夫婦・親子関係などがテーマ。
エンタメスイッチ!（金）
公開間近の映画やCD、舞台などの発売情報を届ける。
特捜！新店グルメ刑事（火） - 担当：千賀健永（Kis-My-Ft2）
Kis-My-Ft2の千賀健永が“刑事”に扮して、東海3県（愛知・岐阜・三重）のグルメを捜索する。
マツケンさんぽ（月 - 木） - 担当：松平健
松平健が東海3県（愛知・岐阜・三重）を散歩する。
はじめまして（火・水・木） - 担当：高井
東海テレビ最年長アナウンサー・高井が東海地方ではじめて体験することを紹介。
2014年からは「街道を歩く」というサブタイトルがつき、名古屋を起点に旧街道を徒歩で旅している。（街道企画は土曜あさ9時55分から30分枠で総集編が放送された（2014年7月～9月））
2023年8月4日には当番組の中で高井一アナウンサーが出演する人気企画「街道を歩く」の中から９年前に放送した「東海道編」のうち名古屋市熱田区の宮の渡しから緑区の鳴海と名古屋市緑区有松〜愛知県刈谷市までを、当時の映像のままふりかえった。ナレーションは松井美智子、藤本晶子であった。

## 制作体制
かつての後期「ぴーかん」は社会情報や当日の朝刊記事を取り上げるワイドショー型だったが、当番組は東海3県とその周辺を中心とする地域密着情報や生活情報を中心に取り上げる形へと衣替えし、放送開始当初は社会情報はほぼ扱わなかった。さらに「ぴーかん」で内包されていた通販コーナーは、箱番組内含による生放送中断でスタッフの緊張感が途切れないよう別番組として本番組の後の時間（11時15分 - 11時25分）に置かれている。
また、スタッフ数は以前の「ぴーかん」より増員されAD（アシスタントディレクター）は「ぴーかん」の9人から15人に、ディレクターは22人から31人となった。
本番中は万一のトラブルや操作ミスを迅速に発見・解決出来るようプロデューサーが副調整室で放送を常時監視し、映像・音声それぞれにバックアップ&監視要員を配置。タイムキーパー（TK）は放送時間管理に専念させ、テロップ送出は別のスタッフが行う形へと改めた。

新人スタッフは番組開始の半年前（2012年10月）に採用、放送倫理・自社制作番組における実地研修などを実施。さらにプロデューサーなどの要職は、外部スタッフではなく全て東海テレビ社員が務め、他の役職との兼務は一切させないとした。加えて自社制作生放送番組では、放送事故を未然に防ぐべくVTR放送中の別コーナースタジオリハーサルを一切禁止とした。